# Ljubow Felixowna Panjutina
Ljubow Felixowna Panjutina (russisch Любовь Феликсовна Панютина, wiss. Transliteration Ljubov' Feliksovna Panjutina; * 26. Juli 1970 in Montschegorsk, Sowjetunion) ist eine ehemalige russische Naturbahnrodlerin. Sie wurde 1992 und 1998 Weltmeisterin und 1997 Europameisterin. Bis 2001 startete sie im Weltcup, wo sie mit insgesamt fünf Siegen und weiteren 13 Podestplätzen dreimal den zweiten Platz im Gesamtweltcup erreichte.

## Karriere
Panjutina stammt wie viele international erfolgreiche russische Naturbahnrodler aus Kandalakscha. Ab Mitte der 1980er-Jahre nahm sie an internationalen Wettkämpfen teil und konnte als erste Russin und gleichzeitig als erste, die nicht aus den „Naturbahnrodel-Hochburgen“ Österreich oder Italien stammt, mit der Weltspitze mithalten. Zuvor waren russische Naturbahnrodler international kaum in Erscheinung getreten, lediglich an der Europameisterschaft 1974 hatten mehrere Russen teilgenommen, jedoch ohne dabei nennenswerte Resultate zu erzielen. In den 1980er-Jahren bildete sich eine neue, junge Gruppe russischer Naturbahnrodler, die vor allem bei den Damen durch Ljubow Panjutina schnell Anschluss zur Weltspitze fand, während den Herren dies erst zehn Jahre später gelang. Durch den Aufschwung des Naturbahnrodelsports in der damaligen Sowjetunion und dem späteren Russland war das Land auch vermehrt Gastgeber internationaler Wettkämpfe. 1986 wurde erstmals ein Rennen bei Moskau veranstaltet, ab 1994 fanden dort Weltcuprennen statt. Kandalakscha, die Heimatstadt Panjutinas, war 1995 Austragungsort der 16. Naturbahnrodel-Europameisterschaft.
Ljubow Panjutina startete erstmals 1987 bei einer Europameisterschaft, belegte in Jesenice aber nur den 16. Platz von 20 gewerteten Rodlerinnen. Zwei Jahre später fuhr sie bei der Europameisterschaft 1989 in Garmisch-Partenkirchen bereits auf Platz fünf. Im selben Jahr nahm sie in Bruck an der Großglocknerstraße zum einzigen Mal an einer Junioreneuropameisterschaft teil und wurde Siebente. Nachdem die Weltmeisterschaft 1988 witterungsbedingt abgesagt werden musste, nahm sie 1990 auch erstmals an einer Weltmeisterschaft teil und feierte im italienischen Gsies ihren ersten großen Erfolg, als sie hinter den Österreicherinnen Jeanette Koppensteiner und Irene Koch die Bronzemedaille gewann. Dies war die erste WM-Medaille, die nicht nach Italien oder Österreich ging. Im Jahr 1991 kam Panjutina bei der Europameisterschaft in Völs nur auf den sechsten Platz, gewann aber in Unterammergau den Naturbahnrodel-Europapokal, womit sie die einzige Siegerin dieses von 1967 bis 1995 ausgetragenen Wettkampfes wurde, die nicht aus Italien oder Österreich kam. Nach ihrer Bronzemedaille von 1990 konnte sich Panjutina bei der Weltmeisterschaft 1992 in Bad Goisern weiter steigern und gewann vor den beiden Österreicherinnen Elvira Holzknecht und Irene Koch ihren ersten Weltmeistertitel. Wieder war sie die erste Russin und gleichzeitig die erste Rodlerin, die nicht aus Italien oder Österreich kam, der dies gelang.
Ihre Stärke bewies Panjutina auch im ab 1992/1993 ausgetragenen Weltcup. In insgesamt acht Saisonen nahm sie bis 2001 an Weltcuprennen teil, feierte fünf Siege, wurde siebenmal Zweite und sechsmal Dritte, und erreichte damit dreimal den zweiten Platz im Gesamtklassement. Ein Gesamtweltcupsieg blieb ihr jedoch verwehrt. In der Saison 1992/1993 gewann Panjutina gleich das erste Weltcuprennen im finnischen Rautavaara, wurde Dritte im zweiten Rennen in Inzing und stand im vierten der fünf Saisonrennen in Welschnofen erneut ganz oben auf dem Siegerpodest. Im Gesamtweltcup war sie jedoch der Italienerin Doris Haselrieder unterlegen, die ebenfalls zwei Siege feierte. In der nächsten Saison blieb Panjutina zwar ohne Sieg, fuhr aber in allen fünf Rennen auf das Podest. Sie wurde viermal Zweite und einmal Dritte und musste sich im Gesamtweltcup nur der Österreicherin Irene Zechner geschlagen geben, die mit vier Saisonsiegen nicht zu schlagen war. Bei den Titelkämpfen erzielte Panjutina in diesen beiden Jahren allerdings keine vorderen Platzierungen. Bei der Europameisterschaft 1993 in Stein an der Enns kam sie als Drittletzte nur auf den Rang 15 und auch bei der Weltmeisterschaft 1994 in Gsies blieb sie mit Rang acht klar hinter ihren Weltcupergebnissen. Verbessern konnte sie sich wieder bei ihrer Heim-Europameisterschaft 1995 in Kandalakscha. Panjutina gewann hinter Irene Zechner die Silbermedaille und holte nun auch bei Europameisterschaften die erste Medaille für Russland. Im Weltcup kam sie in der Saison 1994/1995 nur einmal, als Zweite in Kreuth, auf das Podest und wurde im Gesamtweltcup punktegleich mit der Kanadierin Sonja Dobson Sechste. Im folgenden Winter fuhr sie in keinem Weltcuprennen unter die schnellsten drei, verbesserte sich aber im Gesamtklassement um einen Platz auf Rang fünf. Ebenfalls nicht unter die schnellsten drei kam sie bei der Weltmeisterschaft 1996 in Oberperfuss, verpasste die Medaillenränge als Vierte aber nur knapp.
In der Saison 1996/1997 fand Ljubow Panjutina wieder auf die Siegerstraße zurück und feierte, nachdem sie zwei Tage zuvor bereits einen dritten Platz erzielt hatte, am 26. Januar 1997 in Toblach ihren dritten Weltcupsieg – den ersten seit vier Jahren. Eine Woche später gewann die damals 26-Jährige auch die Europameisterschaft 1997 in Moos in Passeier. Ihre Siegesserie setzte sie in den beiden letzten Weltcuprennen in Obdach und Garmisch-Partenkirchen mit ihren beiden letzten Weltcupsiegen fort, musste sich im Gesamtweltcup aber der Italienerin Sonja Steinacher geschlagen geben, die zwar nur ein Weltcuprennen gewann, aber mit drei zweiten Plätzen und einem dritten Rang dennoch die Gesamtwertung für sich entschied. In der Weltcupsaison 1997/1998 erreichte Panjutina einen zweiten und zwei dritte Plätze und fiel im Gesamtweltcup auf Rang sechs zurück. Ihren letzten großen Erfolg feierte sie bei der Weltmeisterschaft 1998 in Rautavaara, als sie vor den Italienerinnen Christa Gietl und Sonja Steinacher zum zweiten Mal Weltmeisterin wurde.
Nach einer einjährigen Pause nahm Ljubow Panjutina in den Saisonen 1999/2000 und 2000/2001 nochmals an internationalen Wettkämpfen teil. Während sie in der Saison 1999/2000 nur in einem Weltcuprennen unter die schnellsten fünf fuhr und Sechste in der Gesamtwertung wurde, erreichte sie am Ende der Saison 2000/2001 mit Platz zwei in Moskau und Rang drei in Hüttau noch zwei Podiumsplatzierungen und wurde Vierte im Gesamtweltcup. Die Siegerin dieser beiden Weltcuprennen war ihre elf Jahre jüngere Landsfrau Jekaterina Lawrentjewa, die durch ihren Weltmeistertitel im Vorjahr bereits die Rolle der neuen Nummer eins im russischen Damenteam übernommen hatte. Bei den Weltmeisterschaften 2000 in Olang und 2001 in Stein an der Enns wurde Panjutina jeweils Fünfte. Nach dem Winter 2000/2001 beendete sie im Alter von 30 Jahren ihre Karriere.

## Sportliche Erfolge

### Weltmeisterschaften
- Gsies 1990: 3. Einsitzer
- Bad Goisern 1992: 1. Einsitzer
- Gsies 1994: 8. Einsitzer
- Oberperfuss 1996: 4. Einsitzer
- Rautavaara 1998: 1. Einsitzer
- Olang 2000: 5. Einsitzer
- Stein an der Enns 2001: 5. Einsitzer

### Europameisterschaften
- Jesenice 1987: 16. Einsitzer
- Garmisch-Partenkirchen 1989: 5. Einsitzer
- Völs am Schlern 1991: 6. Einsitzer
- Stein an der Enns 1993: 15. Einsitzer
- Kandalakscha 1995: 2. Einsitzer
- Moos in Passeier 1997: 1. Einsitzer

### Junioreneuropameisterschaften
- Bruck an der Großglocknerstraße 1989: 7. Einsitzer

### Weltcup
- 3× 2. Gesamtrang im Einsitzer in den Saisonen 1992/1993, 1993/1994 und 1996/1997
- 1× 4. Gesamtrang im Einsitzer in der Saison 2000/2001
- 1× 5. Gesamtrang im Einsitzer in der Saison 1995/1996
- 3× 6. Gesamtrang im Einsitzer in den Saisonen 1994/1995, 1997/1998 und 1999/2000
- 18 Podestplätze, davon 5 Siege:

| Datum             | Ort                    | Land        | Disziplin |
| ----------------- | ---------------------- | ----------- | --------- |
| 13. Dezember 1992 | Rautavaara             | Finnland    | Einsitzer |
| 14. Februar 1993  | Welschnofen            | Italien     | Einsitzer |
| 16. Januar 1997   | Toblach                | Italien     | Einsitzer |
| 9. Februar 1997   | Obdach                 | Österreich  | Einsitzer |
| 16. Februar 1997  | Garmisch-Partenkirchen | Deutschland | Einsitzer |

### Europapokal
- Europapokalsieg 1991 in Unterammergau